# 吉沢有紗
吉沢 有紗（よしざわ ありさ、1986年12月15日 - ）は、日本の元女優、元タレント、元レースクイーン。旧芸名は、木村 亜梨沙（きむら ありさ）。愛称は、アリエル。
神奈川県出身。株式会社COUZ（コウズ）所属。

## 略歴
2008年よりスタイルコーポレーションに所属しモデル活動を開始。2009年、スーパー耐久のイメージガールユニット「JUICY」の一員となる。その後も同グループのメンバーとして活動を行う傍ら、関連子会社のスターヒルに出向しタレント活動を行ってきたが、2013年1月19日のライブをもってJUICYを卒業する。
スタイル退所後は「シャンデリア」という事務所に移ったものの、程なくして退所。2013年9月に芸名を「吉沢有紗」に改め、現事務所に移った。
2014年9月15日、自身のブログで、アメリカ人の男性と結婚したこと、12月から海外に移住することに伴い芸能界を引退することを併せて報告した。

## 人物
- 趣味はカラオケ、ショッピング、英会話。
- 特技は体が柔らかいこと。
- 兄が1人いる[4]。
- PADIウォーターライセンスの資格を持つ。
- JUICYのコスチュームを手掛けたファッションデザイナーの浅野千幸[5]と仲良しで、自身いわく「お姉さん」的な存在である[6]。

## 作品

### DVD
- WITH-U（2009年8月26日、スカイプロジェクト）
- THINK of U（2011年2月25日、グラッソ）

## 出演

### テレビ
- LEADER'S HOW TO BOOK ジョーシマサイト（2009年5月18日、テレビ朝日） - 山崎みどりと共演
- オールスター感謝祭（TBS） - 2009秋と2010秋、2011年春にアシスタントとして出演
- アンフェア the special～ダブル・ミーニング 二重定義（2011年9月23日、フジテレビ）
- 水曜ミステリー9 カメラマン亜愛一郎の迷宮推理（2013年11月15日、テレビ東京）

### CM
- 全力忍たま乱太郎 全力坂と、映画「忍たま乱太郎」コラボCM（2011年）
- 武蔵ホルト株式会社「ICE隊」（2011年）

### イベント
- つんくプロデュース「真剣女の陣〜ザ・キラーコンテンツ〜」（2010年8月6日）

### 雑誌
- GOLF TODAY（三栄書房） - 「GOLF TODAY バーディ's」メンバー（2011年 - ）、同じJUICYメンバーである渕脇レイナも参加している。

### WEB
- ZAK THE QUEEN 2011 - エントリーNo.16[7]
- ソラトニワ銀座「オトナの自由時間 マーク金井の喋らずにいられない!」（2013年9月 - ）